# Madagascar 3 (bande originale)
Pour les articles homonymes, voir Madagascar (homonymie).
Albums de Hans Zimmer
Madagascar 2
(2008)
Madagascar 3 - Music from the Motion Picture, du compositeur Hans Zimmer, est la bande originale distribué par Interscope, du film américain d'animation produit par DreamWorks SKG, Madagascar 3, des réalisateurs, Eric Darnell, Tom McGrath et Conrad Vernon sorti en 2012.

## Liste des titres
| 1.    | New York City Surprise                     | Hans Zimmer     | 3:05 |
| 2.    | Gonna Make You Sweat (Everybody Dance Now) | Danny Jacobs    | 2:15 |
| 3.    | Wannabe                                    | Danny Jacobs    | 2:37 |
| 4.    | Game On                                    | Hans Zimmer     | 3:12 |
| 5.    | Hot In Here                                | Danny Jacobs    | 2:27 |
| 6.    | We No Speak Americano                      | Yolanda Be Cool | 4:29 |
| 7.    | Light The Hoop On Fire                     | Hans Zimmer     | 3:10 |
| 8.    | Fur Power                                  | Hans Zimmer     | 2:18 |
| 9.    | Non, je ne regrette rien                   | Édith Piaf      | 1:13 |
| 10.   | Love Always Comes As A Surprise            | Peter Asher     | 3:21 |
| 11.   | Rescue Stefano                             | Hans Zimmer     | 5:51 |
| 12.   | Firework                                   | Katy Perry      | 3:46 |
| 13.   | Afro Circus & I Like to Move It            | Chris Rock      | 2:41 |
| 40:25 |                                            |                 |      |

## Musiques additionnelles
- Outre les titres présents, sur l'album, on entend aussi durant le film les morceaux suivants [1] :
  - Wannabe
    - Interprété par Spice Girls

  - Rock This Party
    - Interprété par Bob Sinclair

  - Con te partirò
    - Interprété par Andrea Bocelli

  - Watermark
    - Interprété par Enya